# Sonia Farke
Sonia Farke (* 6. Januar 1969 in Neheim-Hüsten) ist eine deutsche Schauspielerin und Musicaldarstellerin.

## Leben
Direkt nach dem Abitur machte sie ihre Schauspiel- und Gesangsausbildung in Hamburg. Im Anschluss daran spielte sie in verschiedenen Musicals, u. a. in Rocky Horror Show, Buddy Holly, Anatevka, Grease, und zuletzt die Lilli in Peter Maffays Rockmärchen Tabaluga und Lilli.
Theater spielte sie u. a. in Düsseldorf, Oldenburg, Bielefeld, Bremen, Hamburg und Kiel. Sie spielte Anne in La Cage Aux Folles, Zeitel in Anatevka, Anybodys in West Side Story, Bonnie in Bonnie and Clyde und Chris in Mord aus Leidenschaft.
Außerdem hatte sie diverse CD-Aufnahmen, arbeitete als Synchronsprecherin und war Sängerin bei Blue Cafe und Soulcafe.
Neben Gastrollen in Spurlos, Olli in der Unterwelt (1993), Briefgeheimnis (1994), Tanja (1998), Großstadtrevier (1998), Schlange auf dem Altar (1998), Das Delta Team (1999), Klinikum Berlin Mitte (1999) und Im Namen des Gesetzes (2004) spielte sie ihre erste TV-Hauptrolle als Babsi in der Kinderkanal-Serie Die Kinder vom Alstertal (1998–2000). Danach folgte eine Nebenrolle in der ZDF-Serie Die Rettungsflieger. 2000 bis 2001 spielte Farke die Rolle der Strafvollzugsbeamtin Beate Hansen, genannt Bea in der RTL-Justizserie Hinter Gittern – Der Frauenknast.
Von November 2014 bis Januar 2017 war sie in Hamburg im Theater an der Elbe in dem Musical Das Wunder von Bern in einer Hauptrolle zu sehen.